# Лахти-Салоранта М-26

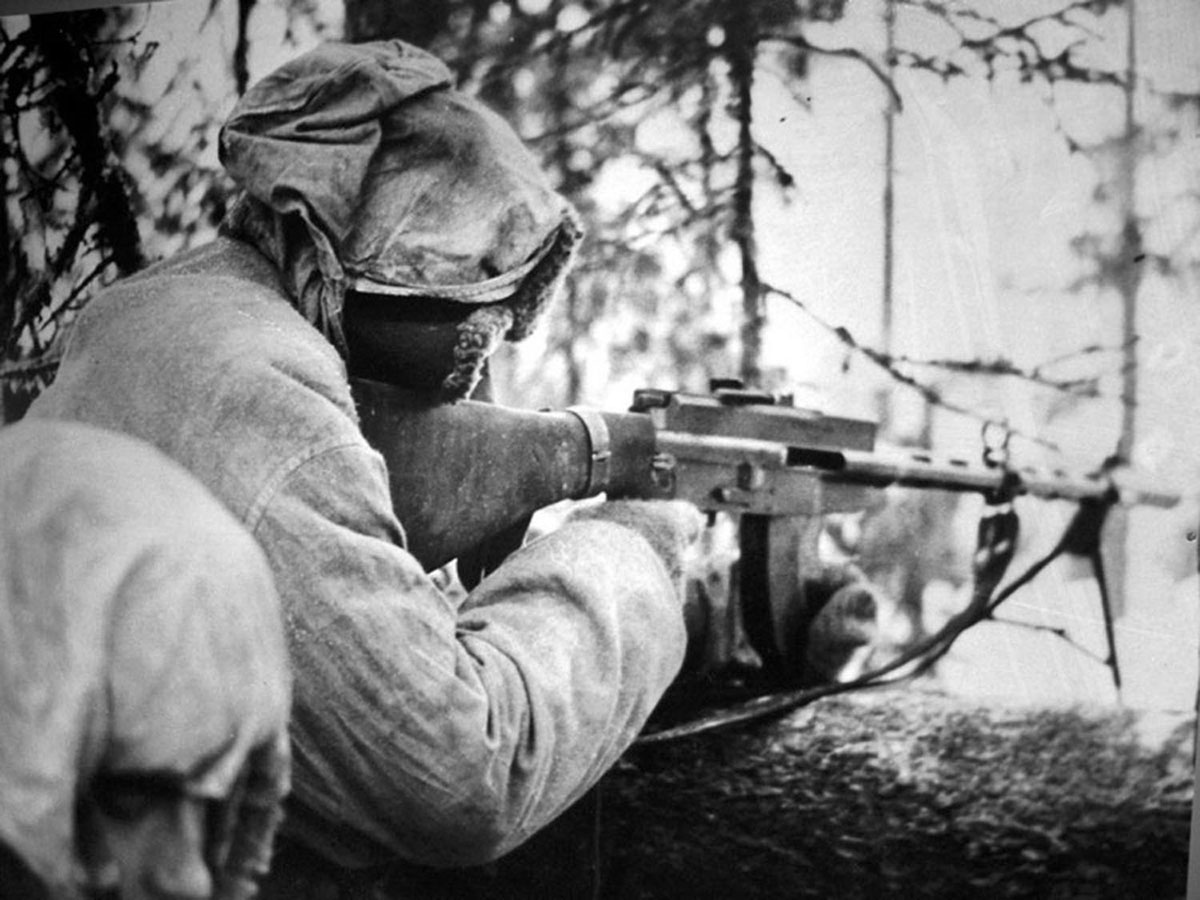
Финский солдат ведёт огонь из ручного пулемета Лахти-Салоранта М-26. Февраль 1940 г.
Советско-финская война 1939—1940 гг.

Lahti-Saloranta M/26 — финский ручной пулемёт, разработанный конструкторами Аймо Лахти и Арво Салоранта в 1926 году. Пулемёт позволял вести как автоматический, так и одиночный огонь.
Первая мировая война подтвердила тот факт, что без ручных пулеметов полноценной армии быть не может. Поэтому ручные пулеметы очень ценились и имели достаточно высокую стоимость. Наряду с коробчатыми магазинами ёмкостью 20 патронов использовались дисковые магазины на 75 патронов, которые в финской армии распространения не получили. По причине захвата в виде трофеев во время Советской-финской войны (1939—1940 гг.) большого числа (~3 тыс.[уточнить]) ручных пулемётов Дегтярёва производство пулемёта Лахти-Салоранта М-26 было прекращено в 1942 году. Пулемёт состоял на вооружении финской армии до 1966 года и находился на складах до 1986 года, после чего M-26 по большей части были отправлены на переплавку.

## История
В октябре 1924 года конструктор Лахти получил государственный заказ на конструкцию ручного пулемета. По причине некоторого недоверия к Лахти (он был самоучкой, не имел специального образования), к нему приставили специалиста — лейтенанта Салоранта, который проявил незаурядную заинтересованность проектом и активно участвовал в разработке и особенно коммерческом продвижении проекта.
Летом в 1925 году было проведено испытание, в котором M/26 сравнивался с другими моделями: «Мадсен», «MG 25», Colt BAR M1918, Vickers-Berthier, Hotchkiss и Breda. По результатам испытаний пулемет Lahti-Saloranta M-26 был принят на вооружение под официальным названием «Picakivaari m/26». Производство было начато в 1927 на государственном оружейном заводе Valtion kivääritehdas и продолжалось до 1942 года. За это время было изготовлено больше 5000 пулеметов.
В 1937 году Китай заказал в Финляндии 30000 M/26, модифицированных под патрон 7,92×57 Mauser, но было изготовлено лишь 1200 штук — далее из-за дипломатического давления Японии заказ был аннулирован.
Во время войны проявились недостатки системы Лахти-Салоранта. Оказалось, что пулемет трудно чистить (из-за сложной конструкции со 188 деталями), он тяжёл, да и вместимость магазина недостаточна. Солдаты отдавали преимущество трофейным ДП, тысячи которых были захвачены у Красной Армии. До весны 1944 года количество ДП в армии настолько превысило количество M/26, что последний сняли с вооружения.
Именно низкие характеристики пулемёта послужили причиной принятия на вооружение финской армии автомата "Суоми", который должен был заменить ручной пулемёт, хотя и уступал ему по всем параметрам.
| Прилагаемые к пулемету магазины, запчасти и проч. | Масса, кг: |
| ------------------------------------------------- | ---------- |
| Пулемёт, без патронов                             | 9,3        |
| Запасной Механизм + ствол 1                       | 2,4        |
| Запасной ствол                                    | 1,22       |
| Сумка для ЗИП                                     | 1,0        |
| Сумка для магазина                                | 0,30       |
| Подсумок для магазина                             | ~0,5       |
| 20-патронный рожковый магазин, заряженный         | 0,9        |
| 75-патронный дисковый магазин, незаряженный,      | 2,0        |
| 75-патронный дисковый магазин, заряженный,        | 3,75       |
| Машинка для снаряжения магазинов                  | ~2,0       |